# Municipio de Oxford (Minnesota)
El municipio de Oxford (en inglés: Oxford Township) es un municipio ubicado en el condado de Isanti en el estado estadounidense de Minnesota. En el año 2010 tenía una población de 888 habitantes y una densidad poblacional de 14,46 personas por km².

## Geografía
El municipio de Oxford se encuentra ubicado en las coordenadas 45°26′16″N 93°3′57″O / 45.43778, -93.06583. Según la Oficina del Censo de los Estados Unidos, el municipio tiene una superficie total de 61.4 km², de la cual 58,33 km² corresponden a tierra firme y (4,99 %) 3,06 km² es agua.

## Demografía
Según el censo de 2010, había 888 personas residiendo en el municipio de Oxford. La densidad de población era de 14,46 hab./km². De los 888 habitantes, el municipio de Oxford estaba compuesto por el 97,75 % blancos, el 0,79 % eran amerindios, el 0,56 % eran asiáticos, el 0,11 % eran isleños del Pacífico, el 0,11 % eran de otras razas y el 0,68 % eran de una mezcla de razas. Del total de la población el 1,01 % eran hispanos o latinos de cualquier raza.